# Franklin Gómez
Franklin Gómez Matos (Puerto Plata, 5 agosto 1986) è un lottatore portoricano, specializzato nella lotta libera.

## Biografia
Ha rappresentato Porto Rico ai Giochi olimpici estivi di Londra 2012 e Rio de Janeiro 2016, dove è stato portabandiera della sua nazione, classificandosi rispettivamente quindicesimo nei 60 chilogrammi e nono nei 65 chilogrammi.
È stato vicecampione iridato ai mondiali di Istanbul 2011.

## Palmarès
- Mondiali

Istanbul 2011: argento nei 60 kg.
- Giochi panamericani

Guadalajara 2011: oro nei 60 kg.
Toronto 2015: bronzo nei 65 kg.
Lima 2019: argento nei 74 kg.
- Campionati panamericani

Rionegro 2011: oro nei -60 kg;
Lauro de Freitas 2017: argento nei -65 kg;
Buenos Aires 2019: bronzo nei -74 kg;
Ottawa 2020: argento nei -74 kg;
- Giochi centramericani e caraibici

Mayaguez 2010: bronzo nei -60 kg.
Veracruz 2014: oro nei -65 kg.
Barranquilla 2018: argento nei -74 kg.